# Canadair Sabre
Il Canadair CL-13 Sabre era un monomotore a getto da caccia ad ala a freccia, variante dello statunitense North American F-86 Sabre, prodotto dall'azienda canadese Canadair negli anni cinquanta.

## Storia del progetto
Il progetto canadese di utilizzare il Sabre nacque dall'esigenza, espressa nel 1948 dal governo canadese, di dotare la Royal Canadian Air Force di un nuovo caccia a reazione destinato a sostituire i de Havilland DH.100 Vampire al momento dell'adesione alla NATO.
La scelta cadde sull'aereo statunitense North American F-86 Sabre con la richiesta però di realizzarne una versione locale su licenza affidata alla Canadair, che l'avrebbe prodotto nei propri stabilimenti di Cartierville presso Montréal, nel Quebec; la North American avrebbe fornito sia i disegni che il 90% delle componenti mentre la Canadair avrebbe realizzato le parti rimanenti ed avrebbe dovuto provvedere all'assemblaggio dei velivoli. L'accordo venne firmato nell'agosto 1949 ed il progetto venne denominato CL-13 secondo lo standard interno del costruttore.

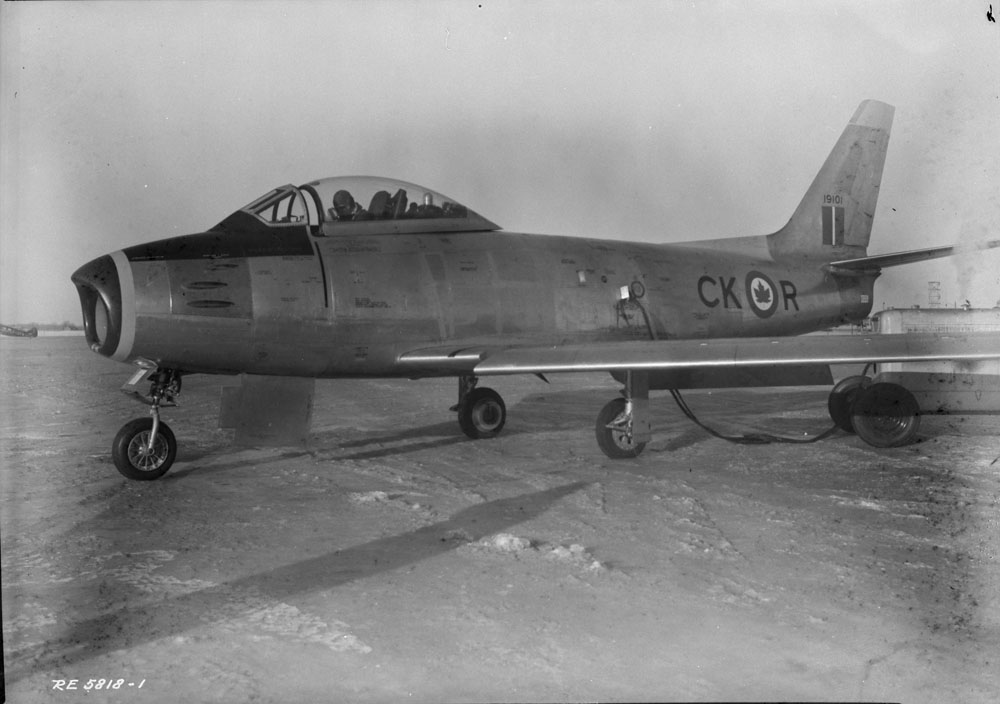
Il prototipo Sabre Mk.I, identificabile dalla matricola 19101 sulla deriva.

Il primo ordine riguardava la realizzazione di 100 esemplari della versione F-86A del Sabre. Secondo questo standard venne realizzato il primo prototipo, denominato CL-13 Mk.1, che venne portato in volo per la prima volta il 9 agosto 1950, circa un anno dopo la sottoscrizione del contratto.
Nel mentre la North American aveva messo in produzione la versione F-86E del Sabre e, di conseguenza, la Canadair adeguò le proprie linee costruttive a questo più recente standard ed il primo Mk.1 rimase anche l'unico di questa variante; denominato CL-13 Mk.2 il primo dei velivoli "aggiornati" staccò le ruote dal suolo nel mese di ottobre del 1950, soltanto un mese dopo la versione originale statunitense, dalla quale ereditò tutte le principali variazioni alle caratteristiche meccaniche ed aerodinamiche di mano in mano che venivano introdotte.
Negli stessi giorni la North American e la Orenda Engines, stavano portando a termine prove sperimentali per l'impiego di un turbogetto dell'azienda canadese sulla cellula di un F-86A. Progetto risalente al 1949, il velivolo fu portato in volo dal noto pilota Richard Lowe "Dick" Johnson e trasferito all'USAF, che lo prese in carico il 24 gennaio del 1951, presso il 2759th Experimental Wing, designandolo F-86J.
In seguito le prove sul motore Orenda furono svolte in Canada, dove l'aereo venne indicato come F-86AO prima di essere sostituito da un Sabre Mk.2 di costruzione canadese che a sua volta vide cambiare la propria denominazione in CL-13 Mk.3. Il felice esito di questo programma condusse la RCAF ad inoltrare un ordine per 400 esemplari della versione di serie, che avrebbe dovuto essere equipaggiata con il motore Orenda, denominata CL-13 Mk.4. Tuttavia, poiché il turbogetto canadese non era ancora pronto per la produzione di serie, il Mk.4 vide la luce ancora equipaggiato con il J47-GE-13, discostandosi quindi solo marginalmente dalla versione Mk.2.
Il primo dei 438 Sabre Mk.4 sarebbe uscito dalla catena di montaggio il 28 agosto del 1952, ancora prima che venisse completato l'ultimo dei 350 Sabre Mk.2 complessivamente realizzati.
Il primo Sabre di serie completamente made in Canada volò il 30 giugno del 1953 equipaggiato con il motore Orenda 10 e con la denominazione CL-13A Mk.5; il turbogetto canadese rese necessarie diverse modifiche alla struttura dell'aereo, in particolare per mantenerne inalterato il baricentro, in quanto più corto, più largo e più pesante del J47. In tutto furono realizzati 370 Mk.5, l'ultimo dei quali fu consegnato il 13 dicembre del 1954.

Schema riepilogativo del processo evolutivo del North American Sabre e delle diverse versioni realizzate

L'ultima versione del Canadair Sabre, denominata CL-13B Mk.6, era equipaggiata con il turbogetto Orenda 14; il primo esemplare fu portato in volo per la prima volta il 19 ottobre del 1954 mentre l'ultimo, di 655 esemplari, volò poco più di quattro anni dopo, il 21 novembre del 1958. Complessivamente vennero costruiti 1 815 CL-13 Canadair Sabre di diverse versioni tra il 1950 ed il 1958 e nel frattempo le componenti del velivolo realizzate in Canada (oltre al motore) avevano raggiunto l'85% del totale.

## Tecnica

### Cellula
Il Canadair Sabre, essendo un aereo prodotto su licenza, non presentava differenze sostanziali rispetto al progetto originario: era un monoreattore monoposto ad ala bassa a freccia di 35 gradi con struttura interamente metallica e carrello d'atterraggio di tipo triciclo anteriore.
Nel proprio percorso evolutivo procedette di pari passo con gli sviluppi dell'F-86 della casa madre, almeno fino all'introduzione del motore Orenda; perciò mentre il singolo velivolo Mk.1 era identico ai velivoli North American identificati come variante F-86A-5-NA, i Mk.2 ed i Mk.4 erano il corrispondente degli F-86E-1. In particolare sui velivoli di queste varianti furono impiegati i piani orizzontali completamente mobili ed il parabrezza a punta.
Con la comparsa della versione Mk.5, la prima effettivamente dotata del turbogetto Orenda, furono introdotte variazioni di dettaglio alla fusoliera (in ragione delle diverse dimensioni del motore) ed alla distribuzione dei pesi, mentre proseguì l'evoluzione aerodinamica del velivolo, in particolare con l'utilizzo della nuova ala "6-3" già impiegata sugli F-86F-30.
La stessa ala, dotata di paratie all'estradosso, venne installata sia sugli ultimi Mk.4 prodotti che sulla prima parte degli aerei della versione Mk.6, versione che vide però prevalere l'impiego della più recente soluzione degli slat sul bordo d'entrata, impiego esteso in seguito anche agli aerei già consegnati in precedenza.

### Motore

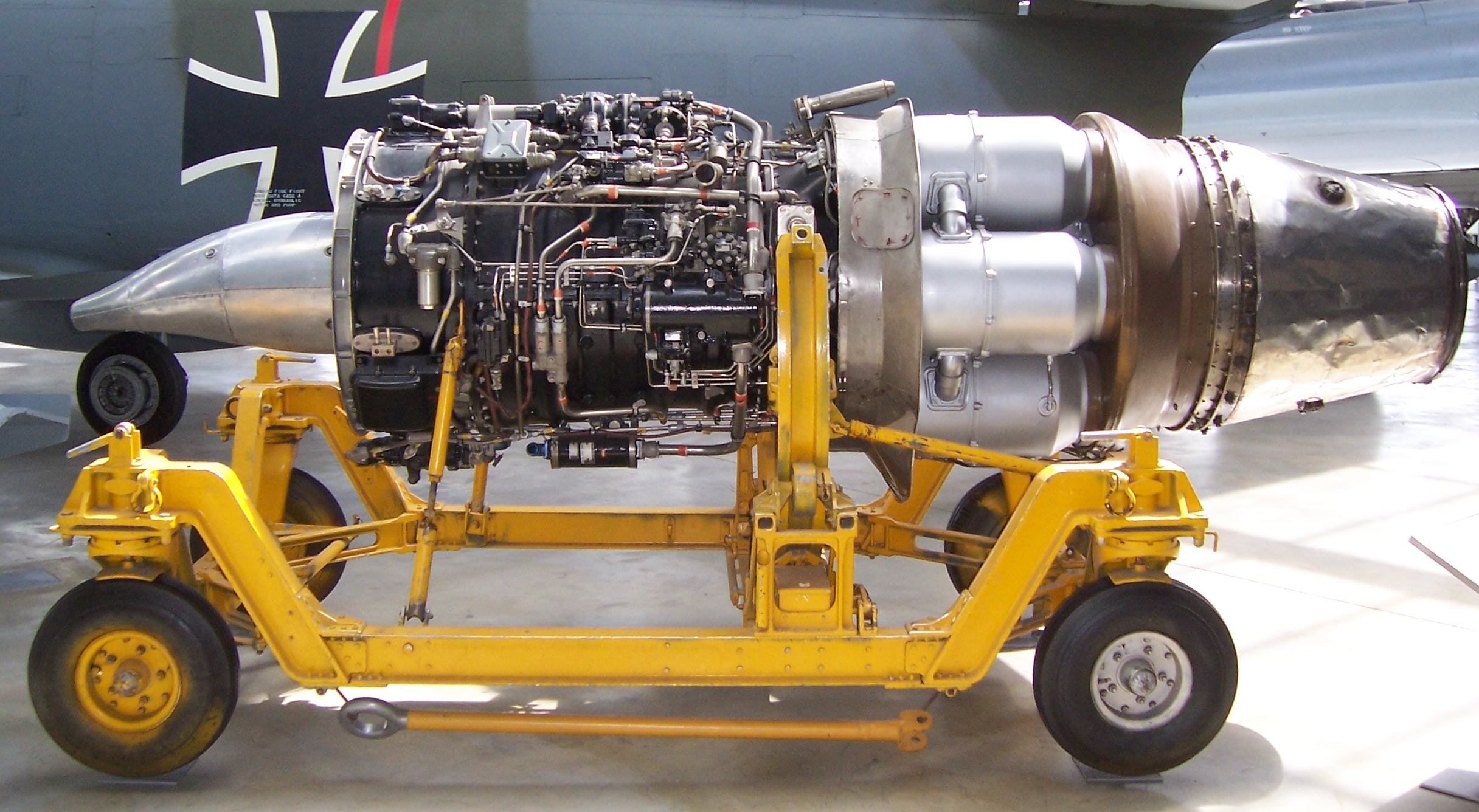
Un turbogetto Orenda 14, a fianco di un Sabre della Luftwaffe.

I Sabre prodotti dalla Canadair furono inizialmente equipaggiati con il motore General Electric J47, turbogetto a compressore assiale, in grado di sviluppare una spinta pari a 5 200 lbf (valore equivalente a 23,13 kN).
Con la versione Mk.5 si ebbe l'introduzione del motore Orenda 10: anche in questo caso si trattava di un compressore a flusso assiale che, con 5 870 lbf (26,11 kN) di spinta, consentì al velivolo di migliorare considerevolmente le proprie prestazioni, in particolare dimezzando il tempo di salita a 40 000 ft (circa 12 200 m), quota che ora poteva essere raggiunta in 9 minuti.
Il Canadair Sabre Mk.6 poté giovarsi dell'ulteriore incremento di spinta fornito dalla versione 14 del turbogetto Orenda, in grado di raggiungere 7 275 lbf (pari a 32,36 kN) di spinta, con un nuovo considerevole guadagno in termini di prestazioni e quota operativa (in questo caso estesa fino a 16 800 m circa, oltre 2 100 m in più rispetto a quanto possibile con gli aerei della versione Mk.5).

### Sistemi
I Canadair Sabre erano equipaggiati con apparati ricetrasmittenti VHF AN/ARC-505, radiogoniometro AN/ARN-6 e radar IFF APX-6; in un secondo tempo alcuni velivoli furono dotati anche di apparato TACAN.

### Sistemi d'arma
L'armamento fisso dei Canadair Sabre era costituito da sei mitragliatrici Browning M3 calibro .50 in (pari a 12,7 mm) disposte, tre per parte, ai lati del muso. La normale dotazione consisteva in 267 proiettili per ciascuna delle mitragliatrici, ma si poteva arrivare fino ad un massimo di 300 per ogni arma.
Nella parte esterna dell'intradosso di ciascuna delle semiali era possibile installare un pilone al quale era possibile agganciare carichi di caduta per un peso complessivo di 1000 lb (454 kg); i carichi potevano essere costituiti da bombe non guidate, serbatoi di napalm o bombe a frammentazione. In alternativa era possibile installare sotto ciascuna ala quattro rastrelliere in grado di ospitare ciascuna due proiettili a razzo.
I Canadair Sabre erano dotati del sistema Fire Control Radar AN/APG-501 per il calcolo delle soluzioni di tiro riferite ai bersagli individuati, in sostituzione del quale il pilota aveva a disposizione un sistema manuale mentre era presente un mirino giroscopico A-4 cui era collegato il comando di sgancio delle bombe.

## Impiego operativo
Se non diversamente indicato, le informazioni riportate sono tratte da "Canadair Sabre", in "www.joebaugher.com".
I Sabre costruiti in Canada operarono in via prevalente ma non esclusiva nella RCAF: considerevoli quantitativi di aerei furono utilizzati nel Regno Unito, negli Stati Uniti e (più tardi, nell'ambito del programma MDAP) in diversi paesi aderenti alla NATO. Non di rado, nel corso della loro vita operativa, esemplari di Canadair Sabre prestarono servizio in tre diverse forze armate.
Tra i "mancati" impieghi si registrarono due ordinativi che non giunsero alla conclusione sperata: uno per 36 aerei Mk.6 ordinati dall'Argentina (cancellato in seguito a difficoltà economiche) e uno per altri 24 esemplari dello stesso tipo ordinati da Israele la cui consegna fu in questo caso annullata dalle autorità canadesi in seguito alla crisi di Suez dell'ottobre del 1956.
Nel 1952 Jacqueline Cochran, che all'epoca aveva 46 anni, decise di battere il primato di velocità femminile detenuto da Jacqueline Auriol. Dopo avere tentato inutilmente di ottenere in prestito un F-86 dall'USAF ottenne dalla RCAF ed il ministero della difesa canadese il permesso di impiegare il Sabre Mk.3 che le venne fornito con una squadra di sedici tecnici di supporto.
Il primato venne stabilito il 18 maggio 1953 in California con una velocità di 1 050,15 km/h su un percorso di 100 km. Il 3 giugno stabilì un nuovo primato di 1 078 km/h su un circuito di 15 km. La Cochran durante un volo successivo, sui cieli della California durante una picchiata raggiunse la velocità di 1 270 km/h diventando la prima donna a volare a velocità supersonica.

### Bangladesh
Ottenuta l'indipendenza dal Pakistan nel 1971, le forze armate del Bangladesh vennero in possesso di cinque esemplari di Canadair Sabre Mk.6 abbandonati nelle basi precedentemente occupate dalla Pakistani Fida'iyye. Gli aerei vennero presi in carico dalla Bangladesh Biman Bahini che li mantenne in linea fino al 1973 quando furono dismessi per carenza di parti di ricambio.

### Canada
I primi esemplari, dei 350 Sabre Mk.2 costruiti, vennero consegnati alla RCAF nei primi giorni di aprile del 1951 e furono assegnati al N°410 Squadron; a partire dalla primavera del 1952 e prima della fine del 1953 i nuovi Canadair Sabre equipaggiarono quattro Wing trasferiti, una volta divenuti operativi, sulle rispettive basi NATO in Europa (Francia, Regno Unito, Germania).

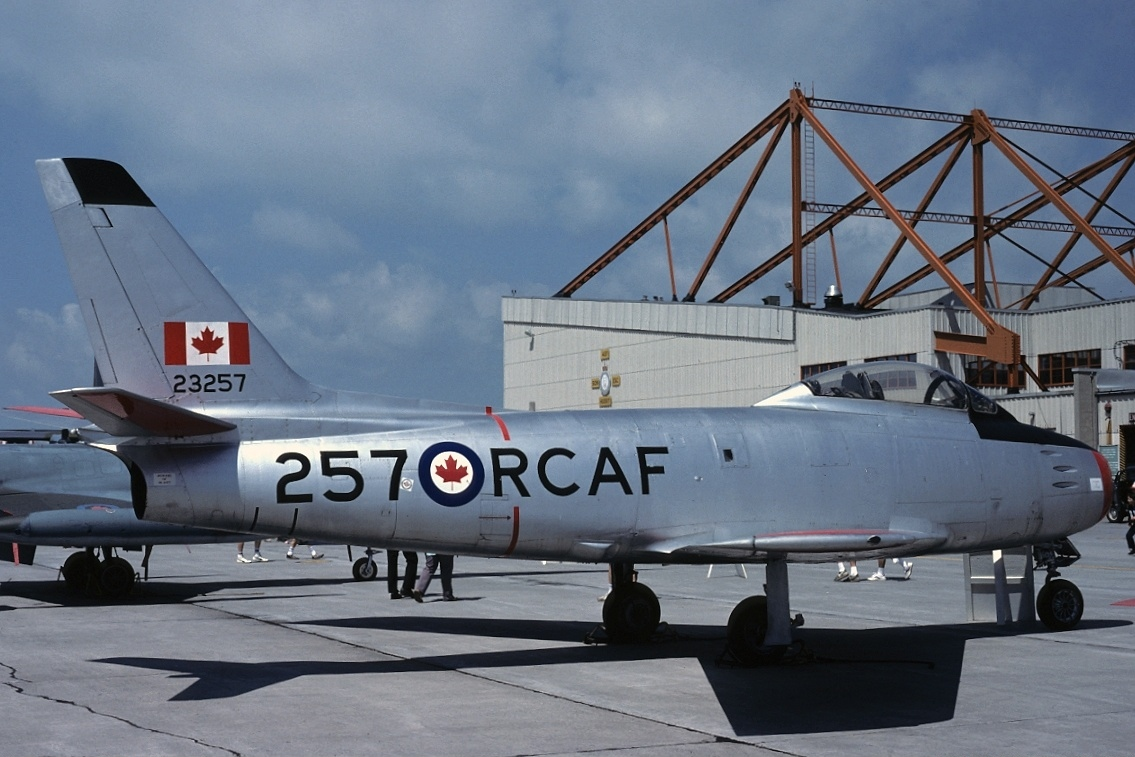
Un Sabre Mk.5 con le insegne della RCAF.

La comparsa della variante Mk.5 portò alla successiva sostituzione degli esemplari del precedente modello di serie; sono questi i velivoli che, ammodernati e presi in carico dall'USAF con la denominazione F-86E (M), furono successivamente assegnati ad altri paesi (prevalentemente in ambito NATO, nel citato programma MDAP).
La consegna dei nuovi velivoli, ed il trasferimento in patria (nell'opposto senso di marcia) di quelli provenienti dalla prima linea, diede origine ad un'unità operativa dedicata nell'autunno del 1953, denominata No.1 Overseas Ferry Unit (da cui la sigla O.F.U.). Da allora e fino al 1957, quando fu sciolta, i suoi piloti affrontarono oltre 1 000 trasvolate atlantiche (con i Sabre e con gli addestratori T-33) senza un singolo incidente.
A partire dagli ultimi mesi del 1954 la RACF acquistò un primo lotto di 292 Sabre Mk.6 che, ancora una volta, equipaggiarono i quattro Wing schierati oltremare, a difesa dei confini dell'Europa occidentale; un secondo lotto di 90 velivoli fu accomunato dallo stesso destino che vide i Sabre rimanere in prima linea fino al 1963 quando furono rimpiazzati dai Canadair CL-90, versione canadese del Lockheed F-104 Starfighter e, in minima parte, dagli Avro Canada CF-100.

#### Golden Hawks

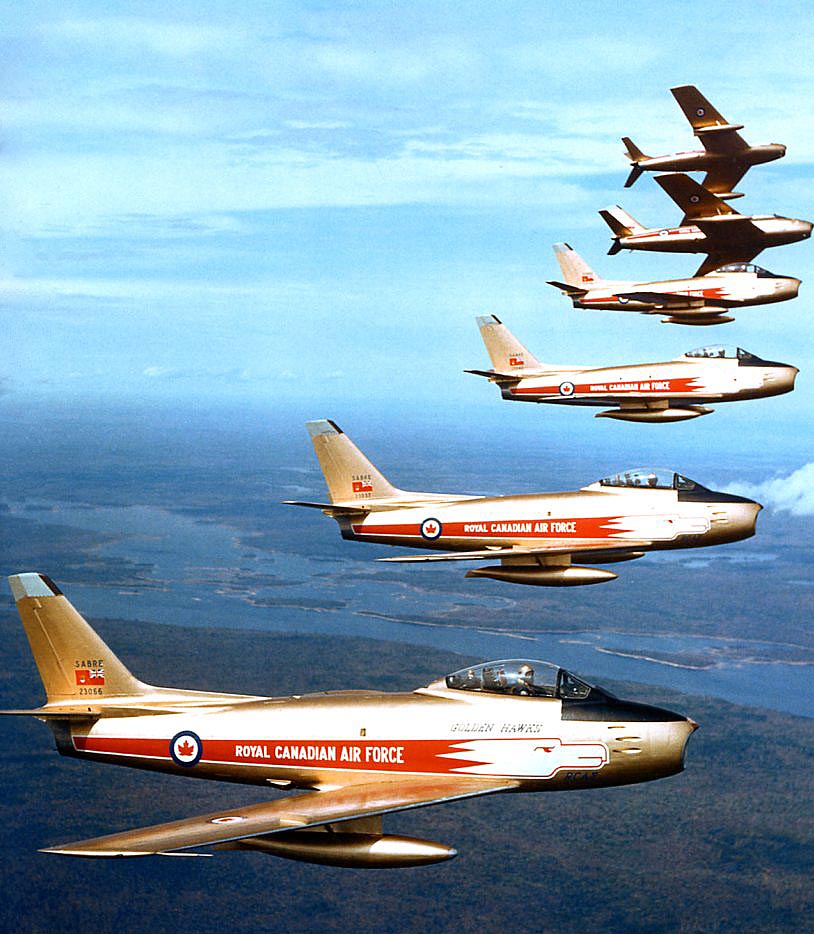
La pattuglia acrobatica dei Golden Hawks, in volo nel maggio del 1959.

I Sabre furono utilizzati per costituire i Golden Hawks: si trattava di una pattuglia acrobatica fondata nel 1959 per celebrare il 35º anniversario della RCAF ed il cinquantenario del primo volo in Canada compiuto da un AEA Silver Dart nel 1909.
Inizialmente la pattuglia era costituita da sei Canadair Sabre Mk 5 con una livrea color oro ed era previsto che le loro esibizioni si sarebbero tenute solo durante le celebrazioni di quell'anno, ma visto il successo ottenuto venne deciso di proseguirne l'attività ed aggiungere alla formazione un altro aereo arrivando ad una composizione di cinque aerei più due solisti.
Nel 1961 i Sabre Mk 5 vennero sostituiti dai Mk 6 e la pattuglia venne sciolta solo il 7 febbraio 1964 dopo 317 esibizioni, tutte in America del Nord.

### Colombia
La Fuerza Aérea Colombiana ricevette 6 esemplari di Canadair Sabre, posti in servizio nel corso del 1956 nel 10 Escuadron de Caza-Bombardero; per quanto non certo se si trattasse di aerei della versione Mk.4 oppure Mk.6, gli ultimi velivoli rimasero in servizio fino al 1966.

### Germania
Rinata all'inizio del 1956, la Luftwaffe ricevette inizialmente alcuni Sabre Mk.5 che funsero da addestratori per la conversione degli equipaggi in funzione del successivo acquisto di 225 Mk.6 i cui i primi esemplari furono consegnati a partire dai primi di giugno del 1959.
Il primo reparto operativo fu il Jagdgeschwader 71 "Richthofen" (alla guida del quale si trovava l'ex pilota della Luftwaffe ed asso dell'aviazione Erich Hartmann), cui seguirono gli Jagdgeschwader 72 e 73. Durante la loro vita operativa diversi Sabre tedeschi furono modificati per l'utilizzo di missili aria-aria Sidewinder.
Secondo almeno una delle fonti reperite con l'entrata in servizio degli F-104 Starfighter lo JG 71 cedette i propri Sabre agli JG 72 e 73; questi due reparti avrebbero nel frattempo cambiato il loro ruolo operativo da "caccia diurna" verso un profilo di missione di supporto aereo ravvicinato: per tale ragione la loro denominazione divenne quella di Jagdbombergeschwader, cioè "reparto caccia bombardieri" (rispettivamente con i numeri 42 e 43), nelle cui file i Sabre a partire dal 1964 furono progressivamente affiancati e poi sostituiti dai Fiat G-91R.
Nel corso del 1966 la Luftwaffe vendette 90 dei propri Sabre ormai dismessi ad una compagnia privata svizzera che li rivendette all'Aeronautica militare imperiale iraniana; questa, malgrado accordi che escludevano ogni ulteriore cessione, li trasferì in rapida successione al Pakistan dando origine ad un "caso" diplomatico.

### Grecia

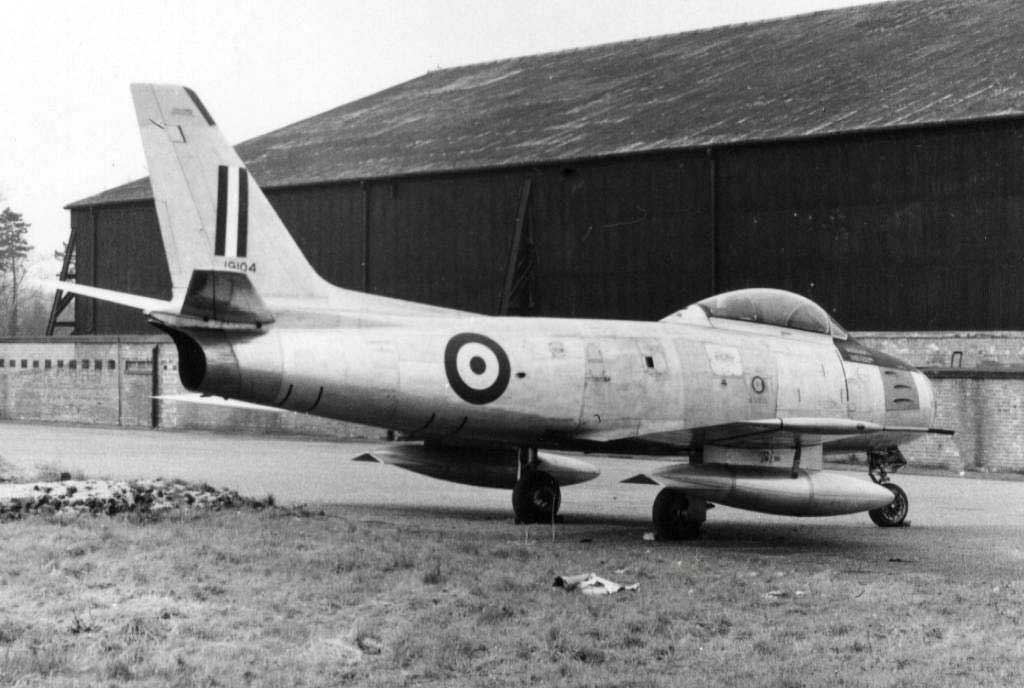
Un Sabre Mk.2 dell'aviazione greca.

A partire dalla metà del 1954 la Polemikí Aeroporía ricevette 104 esemplari delle serie Mk.2 e Mk.4 acquistati dalla RCAF; progressivamente assegnati agli Squadron 341, 342 e 343 del 112° Wing i Canadair Sabre vennero mantenuti in servizio fino ai primi anni sessanta.

### Honduras
Durante l'estate del 1967 la Fuerza Aérea Hondureña ricevette 8 esemplari di Canadair Sabre Mk.4 in precedenza appartenuti prima alla Royal Air Force e poi alla Jugoslavia. Gli aerei furono mantenuti in servizio fino agli anni ottanta e rimpiazzati con i Dassault Super Mystère; risultano aver preso parte ad alcune azioni di disturbo ai confini con El Salvador avvenuti dopo la fine del conflitto scoppiato tra i due paesi nell'estate del 1969.

### Italia

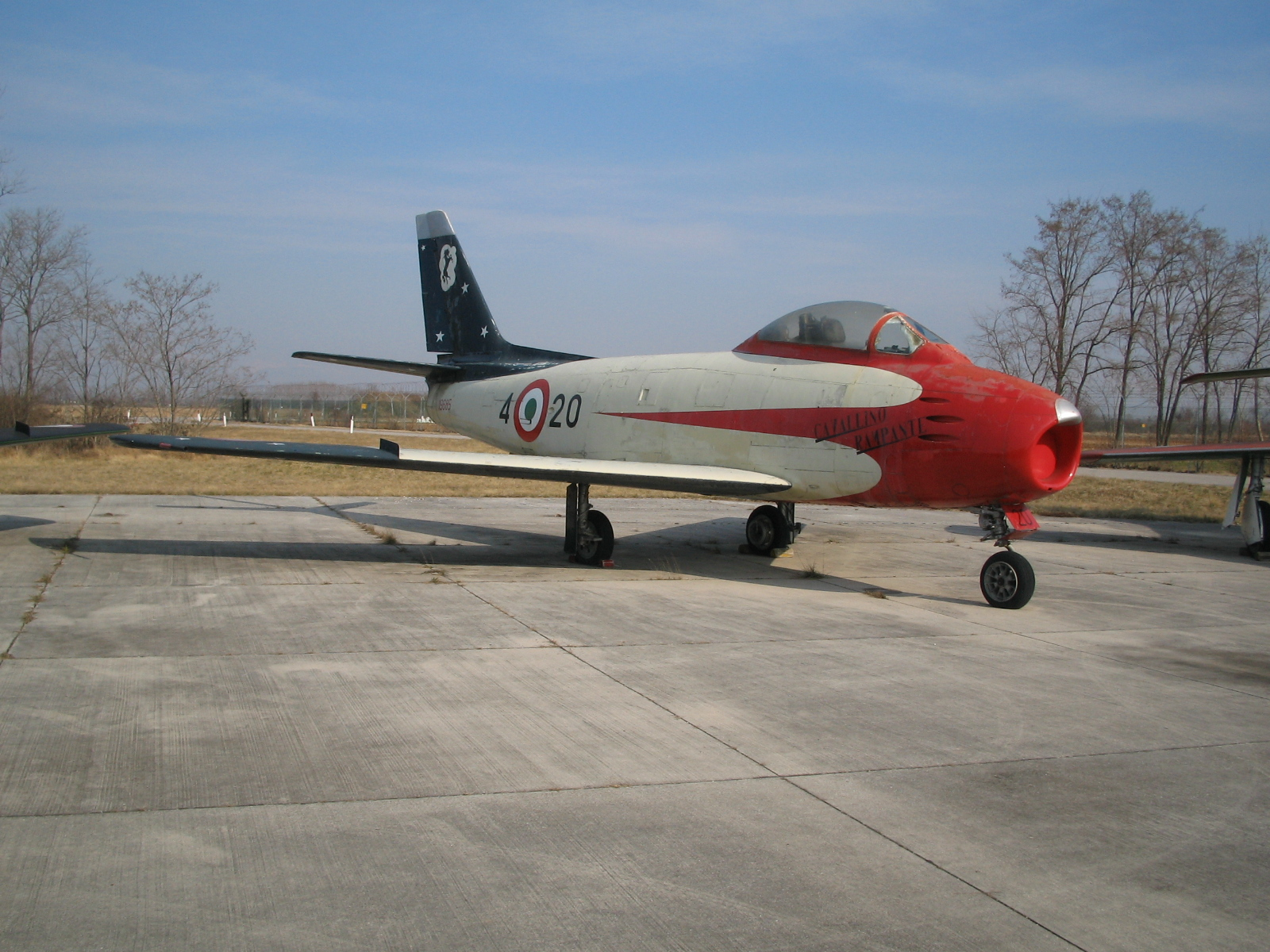
Un Sabre Mk.4 con la livrea della Pattuglia Acrobatica del Cavallino Rampante.

L'Aeronautica Militare acquistò nel 1957, nell'ambito del programma MDAP, 180 esemplari di Sabre Mk.4 provenienti dal lotto di macchine dismesse dalla RAF, riadattate e designate F-86E(M).
Destinati al ruolo di "caccia diurno" furono assegnati alla 4ª Aerobrigata (9º, 10º e 12º gruppi caccia) ed al 2º Stormo, in seguito ridesignato 2ª Aerobrigata (8º, 13º e 14º gruppi caccia).
In Italia furono sperimentate soluzioni per dotare il Sabre di razzi non guidati HVAR (High Velocity Aircraft Rocket) e di missili aria-aria Sispre C-7 ma nessuna delle due sfociò in un programma operativo.
I Sabre Mk.4 italiani furono utilizzati in ambito acrobatico dall'Aeronautica Militare, prima equipaggiando la Pattuglia Acrobatica del Cavallino Rampante in seno alla 4ª Aerobrigata e poi, dal 1961 dando vita alle Frecce Tricolori, all'epoca costituita da sei apparecchi.
A partire dal 1963 anche i Sabre F-86E(M) italiani furono rimpiazzati nei diversi reparti dagli F-104 Starfighter e dai Fiat G.91, in analogia a quanto sarebbe avvenuto a breve nei reparti della Luftwaffe.

### Jugoslavia
I Canadair Sabre furono acquistati anche dall'aeronautica militare jugoslava. La Jugoslavia, paese non allineato costituì un raro esempio di nazione a schierare tra le proprie file, all'epoca della guerra fredda, aerei costruiti sia nei paesi del blocco occidentale che in quelli del blocco orientale.
Tra il 1958 ed il 1959 il governo jugoslavo acquistò dall'USAF un lotto di 122 Sabre F-86E(M) già appartenuti alla RAF. Uno di questi velivoli risulta coinvolto nell'abbattimento di un MiG-15 ungherese avvenuto lungo il confine tra i due paesi.
Otto dei Sabre jugoslavi furono successivamente venduti all'aviazione honduregna.

### Pakistan
La Pakistani Fida'iyye acquistò nel 1966 un lotto di 90 Sabre Mk.6 già appartenuti alla Luftwaffe. Gli aerei furono impiegati in azione nel corso della guerra indo-pakistana del 1971 durante la quale si accaparrarono gran parte delle 141 vittorie registrate in combattimento aereo contro i velivoli dell'indiana Bhāratīya Vāyu Senā che tra le proprie file vide cadere alcuni Folland Gnat, MiG-21 e Sukhoi Su-7. Gli ultimi esemplari superstiti, ormai provati dal tempo, furono definitivamente radiati nel 1980.

### Regno Unito
Fino al termine del 1952 la RAF utilizzava nei propri reparti da caccia aviogetti ancora caratterizzati dall'ala dritta ed i Sabre della RCAF erano gli unici aerei on ala a freccia schierati dalla NATO a difesa dell'Europa occidentale. Nel corso del 1952 la RAF decise, con riluttanza ma avvalendosi dei fondi stanziati nell'ambito del MDAP, di acquistare i Sabre prodotti dalla Canadair per sostituire i propri Gloster Meteor e de Havilland Vampire quale soluzione ad interim nell'attesa che entrassero in produzione il Supermarine Swift e lo Hawker Hunter. Vennero acquistati complessivamente 430 aerei, prevalentemente della versione Mk.4, consegnati a partire dai primi mesi del 1953.

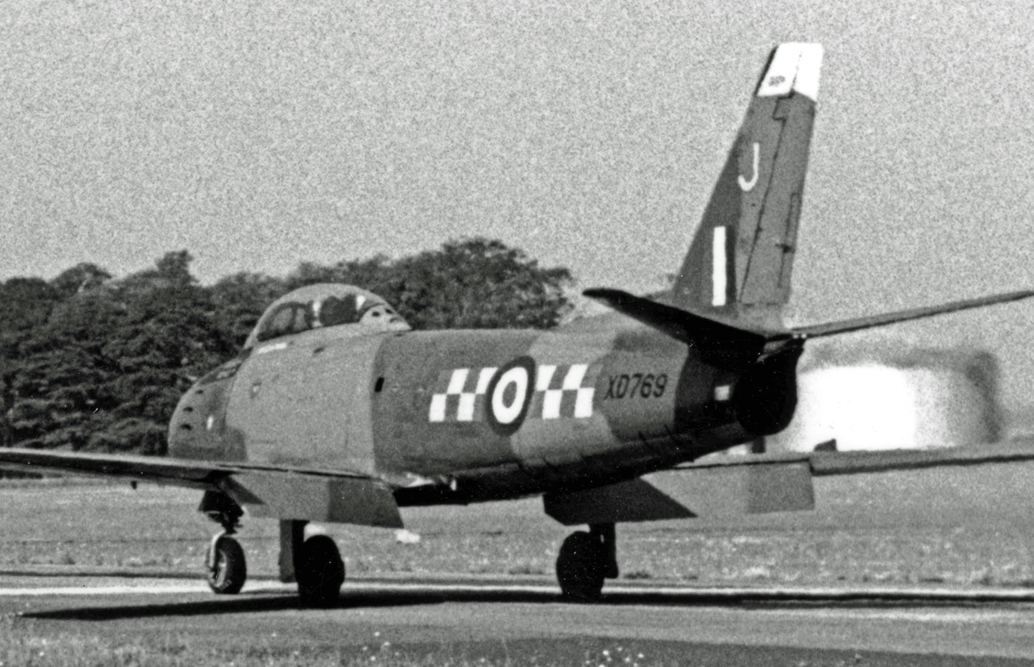
Un Sabre F.4 del No. 92 Squadron della RAF.

Nel corso del loro impiego nella RAF i velivoli furono designati seguendo il sistema britannico, divenendo pertanto Sabre F.2 o Sabre F.4, e furono inquadrati prevalentemente nella Tactical Air Force (precisamente negli Squadron contrassegnati con i numeri 3, 4, 20, 26, 67, 71, 93, 112, 130, e 234) e schierati sul territorio della Germania Ovest. Solamente due Squadron (il 66 ed il 92) rimasero sul territorio metropolitano, in quanto operanti nelle file del Fighter Command.
I Sabre rimasero in servizio nella RAF per circa tre anni; in particolare gli esemplari utilizzati dai reparti basati sul territorio tedesco furono sostituiti entro il mese di giugno del 1956 dagli Hawker Hunter. Molti degli aerei dismessi dalla RAF trovarono successivo impiego in altre forze aeree.
Più tardi, nel 1958 uno dei Sabre della RAF venne modificato ed equipaggiato con il turbogetto britannico Bristol Siddeley Orpheus 801, all'epoca in via di sviluppo. Il primo volo fu effettuato il 3 luglio del 1958 e successivamente il Sabre funse da banco di prova volante per la sperimentazione di successive versioni del motore; l'abbinamento tra il Sabre e l'Orpheus ebbe esclusivamente carattere sperimentale e non diede vita ad alcuna produzione di serie.

### Stati Uniti d'America
Durante la guerra in Corea, l'USAF decise di integrare il numero dei Sabre in servizio con l'acquisto di esemplari costruiti dalla Canadair, al fine di accelerare la formazione dei reparti da caccia da destinare all'impiego in Corea: l'USAF stipulò quindi un contratto per 60 Sabre Mk.2, assegnando loro la designazione F-86E-6-CAN, che furono utilizzati nel 4th e nel 51th Wing e più tardi trasferiti nei reparti dell'Air National Guard. Le consegne furono effettuate tra febbraio e luglio del 1952 e gli aerei venivano ricondizionati con strumentazione ed equipaggiamenti di origine americana prima delle consegne ai reparti operativi.

### Sudafrica
la Suid-Afrikaanse Lugmag, che aveva già impiegato alcuni esemplari di Sabre ottenuti in prestito dagli Stati Uniti nel corso della guerra di Corea, ordinò 34 esemplari di Mk.6 nel corso del 1955. Gli aerei equipaggiarono il No. 1 Squadron fino al 1964 (quando furono sostituiti dai Mirage IIICZ) ed il No. 2 Squadron fino al 1976 (rimpiazzati dai Mirage F.1AZ).

### Turchia
La Türk Hava Kuvvetleri acquistò un lotto di 105 Canadair Sabre delle varianti Mk.2 e Mk.4, noti anche come F-86E(M), già appartenuti alla RCAF; gli aerei furono impiegati negli Squadron 141, 142 e 143.

## Versioni
- Canadair CL-13
  - Sabre Mk.1

Un F-86A-5 (19101) costruito come prototipo, dotato del motore originale General Electric J47-GE-13 da 2 360 kg di spinta. Il Sabre Mk.1 volò per la prima volta il nove agosto 1950. Con questo aereo il collaudatore della Canadair Al Lilly superò la velocità del suono in picchiata.
- Sabre Mk.2

F-86E-1 costruiti su licenza. Erano dotati di motore General Electric J47-GE-13 da 2 360 kg di spinta. Dal 21º esemplare in poi adottarono piani di coda interamente mobili e comandi di volo servoassistiti. Vennero costruiti 350 aerei di questa versione tra il 1952 ed il 1953 di cui 287 per la RCAF, tre per la RAF e sessanta per l'USAF.
- Sabre Mk.3

Un prototipo (19200) di una nuova versione derivata dall'F-86E-10, dotata di motore Avro Canada Orenda 3 di produzione canadese da 2 721 kg di spinta.
- Sabre Mk.4

Versione di produzione di serie del Mk.3, diversamente dal quale (però) non montavano il motore Orenda 3 (ritenuto ancora non pronto per la produzione in serie). Rispetto al Mk.2 avevano sistema di puntamento e di condizionamento ambientale della cabina migliorati. Il primo esemplare di questa versione volò il 28 agosto 1952. Vennero costruiti 438 aerei di questa versione di cui 428 per la RAF, che li ridenominò Sabre F4 e dieci per la RCAF.
- Canadair CL-13A
  - Sabre Mk.5

Versione di serie simile all'F-86F ma con motore Orenda 10 da 2 948 kg di spinta che permetteva una velocità massima di 1 120 km/h ed una quota di tangenza di 15 450 m. Era dotato della nuova ala "6-3" che migliorava l'agilità a bassa velocità ed aveva un secondo pilone alare all'interno del precedente per carichi fino a 454 kg; impiegava un nuovo sistema di erogazione dell'ossigeno per il pilota. Il primo esemplare di questa versione, denominata CL-13A dalla RCAF, volò il trenta luglio 1953. Vennero costruiti 370 aerei di questa versione di cui 295 per la RCAF e 75 per la Luftwaffe.
- Canadair CL-13B
  - Sabre Mk.6

Versione di serie simile all'F-86F ma con motore Orenda 14 da 3 374 kg di spinta che permetteva una velocità massima di 1 142 km/h, una velocità di salita di 60 m/s ed una quota di tangenza ancora superiore rispetto al Mk.5. Il primo aereo di questa versione, denominata CL-13B dalla RCAF, volò il 2 novembre 1954. I primi CL-13B avevano l'ala "6-3", i successivi l'ala "F-40".
Vennero costruiti 655 aerei di questa versione di cui 390 per la RCAF, 225 per la Luftwaffe, sei per la Colombia e 34 per il Sudafrica. L'ultimo Mk.6, che era anche l'ultimo Canadair Sabre, venne completato il 9 ottobre 1958 per la Luftwaffe.
- Canadair CL-13C

Con questa designazione fu indicato un Sabre Mk.6 (numero 23559) equipaggiato con il turbogetto Orenda dotato di postbruciatore; la soluzione rimase allo stadio sperimentale, senza dare seguito a produzione di serie.
- Canadair CL-13D

Proposta, rimasta sulla carta, per equipaggiare il Sabre con il motore a razzo Armstrong Siddeley Snarler, da 2 000 lbf (8,9 kN).
- Canadair CL-13E

Denominazione assegnata ad un Sabre Mk.5 (numero 23021) la cui fusoliera fu modificata secondo la regola delle aree; alla fine del programma di sperimentazione l'aereo fu riportato allo standard originario.
- Canadair CL-13G

Progetto di una variante biposto da addestramento, analoga alla TF-86F di produzione statunitense.
- Canadair CL-13H

Ancora una variante rimasta allo stato progettuale: in questo caso la denominazione fu assegnata al progetto per una versione "caccia ognitempo" del Sabre, in analogia alla F-86D prodotta dalla North American.
- Canadair CL-13J

Ultimo progetto Canadair sulla base del Sabre, prevedeva nuovamente la possibilità di installare un postbruciatore (in questo caso prodotto dalla britannica Bristol Aeroplane Company) a valle del turbogetto.

## Utilizzatori

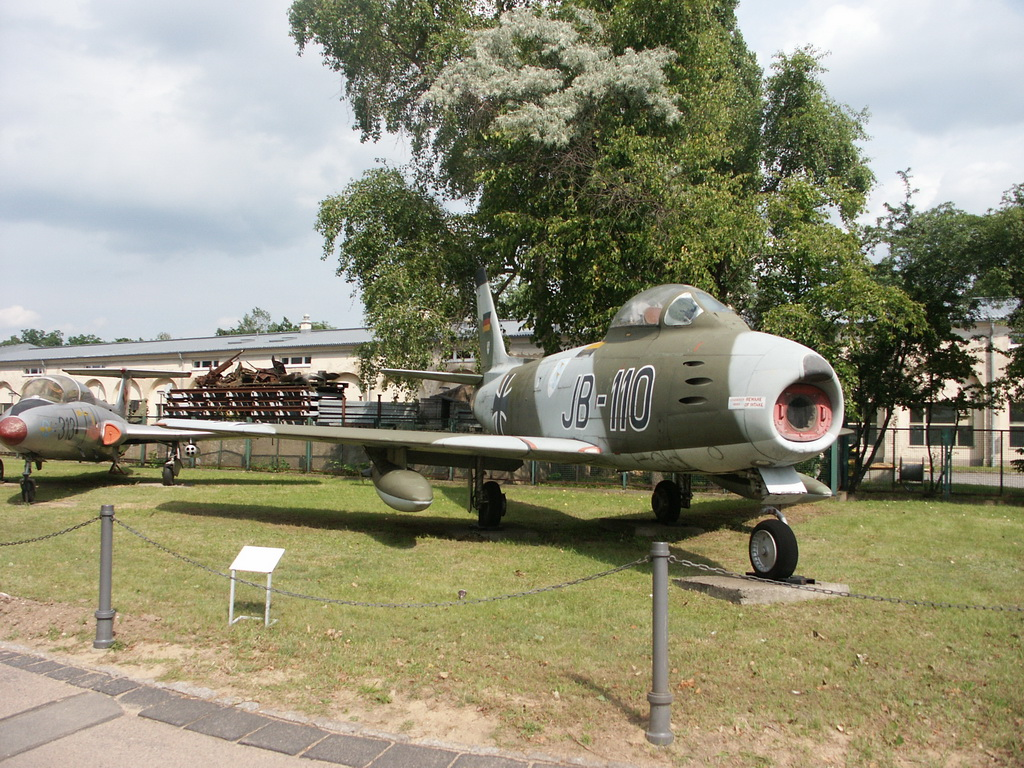
Un Canadair Sabre della Luftwaffe esposto al Bundeswehrmuseum di Dresda

Bangladesh
- Bangladesh Biman Bahini

5 Sabre Mk.6 ex pakistani abbandonati sul territorio dopo la guerra di liberazione bengalese in servizio tra dicembre 1971 e fine 1973.
  Canada
- Royal Canadian Air Force

350 Sabre Mk.2 consegnati tra il 1951 e il 1952, 70 Mk.4 presi in prestito dalla fornitura per il Regno Unito, 370 Mk.5 e 292 Mk.6 acquistati nel 1954.
 Colombia
- Fuerza Aérea Colombiana

6 Sabre Mk.6 consegnati nel 1956. Quattro sono stati persi in incidenti, gli ultimi due esemplari rimanenti sono stati ritirati dal servizio nel 1966.
 Germania Ovest
- Luftwaffe

75 Sabre Mk.5 acquistati di seconda mano dal Canada nel 1956 e in servizio addestrativo dal 1957, 225 Sabre Mk.6 acquistati nuovi nel 1956 e in servizio dal 1959. Gli ultimi Mk.5 sono stati ritirati nel 1962, mentre gli ultimi Mk.6 sono stati ritirati nel 1966.
 Grecia
- Polemikí Aeroporía

104 Sabre Mk.2 e Mk.4 acquistati di seconda mano dal Canada consegnati a partire dal 1954; ritirati dal servizio nel 1965.
 Honduras
- Fuerza Aérea Hondureña

8 Sabre Mk.4 acquistati di seconda mano dalla Jugoslavia, consegnati nel 1967 e rimasti in servizio fino agli anni '80.
 Italia
- Aeronautica Militare

179 Sabre Mk-4 ex Royal Air Force consegnati nel 1957. Ritirati dal servizio nel 1965.
 Jugoslavia
- Jugoslovensko ratno vazduhoplovstvo i protivvazdušna odbrana

122 Sabre Mk.4 ex Royal Air Force consegnati tra il 1958 e il 1959.
 Pakistan
- Pakistani Fida'iyye

90 Sabre Mk.6 acquistati nel 1966 dagli esemplari dismessi dalla Germania e ritirati nel 1980.
 Regno Unito
- Royal Air Force

3 Sabre Mk.2 e 430 Mk.4 acquistati in due tranche da 370 e 60 esemplari tra il 1952 e il 1953. Ritirati dal servizio operativo nel 1956. 180 trasferiti all'Italia nel 1957, 122 alla Jugoslavia tra il 1958 e il 1959.
 Stati Uniti
- United States Air Force

60 F-86E-6-CAN acquistati nel febbraio 1952 e consegnati tra febbraio e luglio dello stesso anno.
 Sudafrica
- Suid-Afrikaanse Lugmag

34 Sabre Mk.6 ordinati nel 1955 e consegnati nel 1956. Ritirati dal servizio nel 1976.
 Turchia
- Türk Hava Kuvvetleri

107 F-86E(M) consegnati tra il 1954 e il 1956 e ritirati entro il 1968.

## Esemplari attualmente esistenti
Alcuni Canadair Sabre sono conservati in diversi musei nel mondo.
In Europa sono presenti:
- Un CL-13 Canadair Sabre Mk 4 (matricola RAF XB812/RCAF 19666) al Royal Air Force Museum in Inghilterra.
- Tre CL-13 Canadair Sabre Mk 4:

(matricola jugoslava 11054/ex RCAF 19539; matricola ditta 439)
(matricola jugoslava 11088/ex RCAF 19738; matricola ditta 638)
(matricola jugoslava 11025/ex RCAF 19856; matricola ditta 756)
nel museo dell'aeronautica militare jugoslava all'aeroporto Nikola Tesla di Belgrado.
- A Neuhardenberg in Germania è (al luglio 2007) in restauro un Mk 5 (BB+237) costruito nel 1954 ed impiegato dalla RCAF in Francia, successivamente ceduto alla Luftwaffe nel 1962.
- A Vigna di Valle in Italia nel Museo storico dell'Aeronautica Militare è esposto un CL-13 (F 86E) ex RCAF (XD723) consegnato nel novembre 1956 all’AMI ed impiegato dal 13º Gruppo Autonomo (MM 19724) restaurato con il contributo della Sezione di Vicenza del Gruppo Amici Velivoli Storici
- Presso l'aeroporto di Aosta è esposto perennemente dal 2002 un CL-13 Canadair Sabre Mk 4  del maggio 1953, consegnato inizialmente alla RCAF, poi dato alla RAF in seguito passato all'USAF infine dato all'Italia in 179 esemplari per la protezione dei cieli (AMI 19534 matricola 4-74).

Altri Canadair Sabre sono conservati in alcuni musei o basi aeree in Canada tra cui:
- Un CL-13 Sabre Canadian Mk 5 nell'Atlantic Canada Aviation Museum di Enfield in Nuova Scozia, Canada.
- Un CL-13 Sabre Canadian Mk 5 nel museo della RCAF di Trenton in Ontario, Canada

## Livree
I Sabre della RCAF come gli altri caccia inizialmente erano in metallo naturale, poi venne introdotta la livrea standard NATO con le superfici superiori e laterali a chiazze verde scuro FS34079 e grigio scuro FS36118 e metallo naturale per tutte le superfici inferiori.
Nel 1953 per le superfici inferiori venne adottato il blu FS35164 e poi il grigio chiaro FS36357 dal 1961.
In genere le nazioni che acquistavano Sabre usati mantenevano la livrea originale.
Negli anni settanta alcuni Sabre honduregni avevano la livrea dell'USAF con le superfici superiori e laterali a chiazze di marrone FS30219, verde scuro FS34079, verde medio FS34102 e grigio chiaro FS36622 per tutte le superfici inferiori.

### Annotazioni
1. ↑  Azienda motoristica canadese, all'epoca parte del gruppo Avro Canada, in seguito divenuto Hawker Siddeley Canada
2. ↑  Nota come "F-40", in quanto utilizzata per la prima volta sui velivoli North American della serie F-86F-40
3. ↑  Denominazioni riportate pedissequamente dalla fonte anglofona
4. ↑  Anche in questo caso la denominazione è riportata da fonte anglofona

### Fonti
1. 1 2 3 4 5 6 7 8 9  Joos, 1967, p. 12.
2. 1 2 3 4 5 6 7 8 9 10 11 12 13 14 15 16 17 18 19 20 21 22  Canadair Sabre, in "www.joebaugher.com".
3. ↑  Joos, 1971, p. 51.
4. 1 2 3 4 5 6  Joos, 1967, p. 3.
5. 1 2 3 4  Joos, 1971, p. 2.
6. 1 2 3 4 5  Davis, 1992.
7. ↑  Joos, 1967, p. 4.
8. 1 2  Curtis, 2000, p. 35.
9. ↑  F-86 conversions, in "www.uswarplanes.net".
10. 1 2 3  Curtis, 2000, p. 109.
11. 1 2 3  Foreign built - Canada, in "www.uswarplanes.net".
12. 1 2 3 4  Curtis, 2000, p. 110.
13. ↑  Curtis, 2000, p. 15.
14. ↑  Joos, 1967, p. 5.
15. 1 2  Joos, 1967, p. 6.
16. 1 2 3  Joos, 1967, p. 8.
17. 1 2  Joos, 1971, p. 4.
18. 1 2  Joos, 1967, p. 7.
19. 1 2 3 4 5 6  Curtis, 2000, p. 111.
20. ↑  (EN) RAF Sabre History, su www.keymodelworld.com, 6 febbraio 2020. URL consultato il 7 dicembre 2024.
21. ↑  (EN) North American Aviation F-86E(M) Sabre, su haf.gr. URL consultato il 7 dicembre 2024.
22. ↑  (EN) CANADAIR SABRE F4 XB812/MM19666//9227M MUSEUM ACCESSION NUMBER 1994/1350/A (PDF), su rafmuseum.org.uk. URL consultato il 7 dicembre 2024.
23. ↑  (TR) F-86E, su www.ozkanturker.com. URL consultato il 7 dicembre 2024.

### Pubblicazioni
- (EN) Flypast Magazine, Stamford, UK, Key Publishing Publications, agosto 2007.
- (EN) Larry Davis, F-86 Sabre, in In Action, n. 33, Carrollton, Texas, USA, Squadron Signal Publications, ottobre 1979, ISBN 978-0-89747-032-2.
- (EN) Larry Davis, F-86 Sabre, in In Action, n. 126, Carrollton, Texas, USA, Squadron Signal Publications, dicembre 1992, ISBN 978-0-89747-282-1.
- (EN) Larry Davis, F-86 Sabre, in Walk Around, n. 21, Carrollton, Texas, USA, Squadron Signal Publications, gennaio 2000, ISBN 978-0-89747-409-2.
- (EN) Gerhard Joos, The Canadair Sabre, in Aircraft Profile, n. 186, Leatherhead, UK, Profile Publications Ltd., gennaio 1967.